# Voranschlag
Ein Voranschlag ist bei öffentlichen Haushalten ein Mittel der Finanzplanung. Er listet die Zahlungen und kalkulatorischen Positionen auf, die für die folgende Planungsperiode erwartet werden. 
Beispielsweise dient ein Haushaltsvoranschlag im Haushaltsrecht dazu, den Haushaltsplan vorzubereiten und seine Vorherigkeit sicherzustellen. Dabei ermittelt der Leiter eines bestimmten Bereichs seinen Bedarf und erwartete Einnahmen und meldet diese als Voranschlag beim Finanzministerium an. Meist geht der angenommene Bedarf über maximal zur Verfügung stehende Finanzmittel hinaus. Deswegen muss durch das Finanzministerium gekürzt werden. Rechtsgrundlage ist beispielsweise § 27 baden-württembergisches Landeshaushaltsordnung.
Bei der europäischen Union heißt der Haushaltsvoranschlag Finanzielle Vorausschau.